# Chvojnica (přírodní památka)
Chvojnica je přírodní památka v katastrálních územích obcí Častkov v okrese Senica, Chvojnica v okrese Myjava a Lopašov, Trnovec, Dubovce, Oreské, Popudinské Močidľany a Radošovce v okrese Skalica. Území bylo vyhlášeno v roce 1991 a jeho rozloha je 31,65 hektaru. Předmětem ochrany je nejzachovalejší vodní tok v západní části chráněné krajinné oblasti Bílé Karpaty a přilehlého území se zachovalými břehovými porosty a hodnotnou teplomilnou vodní faunou.